# Hylodes nasus
Espèce
Synonymes
- Hyla nasus Lichtenstein, 1823
- Hyla ranoides Spix, 1824
- Elosia bufonium Girard, 1853
- Hylodes truncatus Steindachner, 1864

Statut de conservation UICN

 LC  : Préoccupation mineure
Hylodes nasus est une espèce d'amphibiens de la famille des Hylodidae.

## Répartition
Cette espèce est endémique du Brésil. Elle se rencontre entre le niveau de la mer et 900 m d'altitude, :
- dans l'État de Rio de Janeiro ;
- dans l'est de l'État de São Paulo ;
- dans l'est de l'État de Paraná ;
- dans le nord-est de l'État de Santa Catarina.

## Publications originales
- Girard, 1853 : Descriptions of new species of reptiles, collected by the U.S. Exploring Expedition under the command of Capt. Charles Wilkes, U.S.N. Second part — Including the species of Batrachians, exotic to North America. Proceedings of the Academy of Natural Sciences of Philadelphia, vol. 6, p. 420-424 (texte intégral).
- Lichtenstein, 1823 : Verzeichniss der Doubletten des Zoologischen Museums der Königlichen Friedrich-Wilhelm-Universität zu Berlin nebst Beschreibung vieler bisher unbekannter Arten von Säugethieren, Vögeln, Amphibien und Fischen. Königlich Preussische Akademie der Wissenschaften, Berlin, p. 1-118 (texte intégral).
- Spix, 1824 : Animalia nova sive species novae testudinum et ranarum, quas in itinere per Brasiliam annis 1817-1820 (texte intégral)
- Steindachner, 1864 : Batrachologische Mittheilungen. Verhandlungen der Kaiserlich-Königlichen Zoologisch-Botanischen Gesellschaft in Wien, vol. 14, p. 239–288 (texte intégral).